# Blaesoxipha ebi
Blaesoxipha ebi är en tvåvingeart som först beskrevs av Hall 1937.  Blaesoxipha ebi ingår i släktet Blaesoxipha och familjen köttflugor. Inga underarter finns listade i Catalogue of Life.